# Micromus paganus
Micromus paganus is een insect uit de familie van de bruine gaasvliegen (Hemerobiidae). 
De wetenschappelijke naam is gepubliceerd in 1767 door Linnaeus.